# Johann Friedrich Jacobi (Geistlicher)

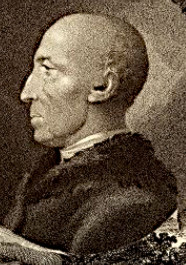
Johann Friedrich Jacobi

Johann Friedrich Jacobi (* 16. Januar 1712 in Wollershausen; † 21. März 1791 in Celle) war ein deutscher lutherischer Geistlicher.

## Leben
Johann Friedrich Jacobi war Sohn des Predigers Johann Andreas Jacobi (1680–1756) an St. Marien in Wollershausen. Johann Konrad Jacobi war sein jüngerer Bruder. Nach dem Besuch des Gymnasiums in Göttingen studierte er ab 1730 Philosophie, Theologie und Hebräisch an der Universität Jena und wechselte 1732 an die Universität Helmstedt. 1734 holte ihn Johann Peter Reusch zu seiner Assistenz nach Jena zurück. Eine akademische Karriere an der neu gegründeten Universität Göttingen gelang ihm trotz der Protektion durch Gerlach Adolph von Münchhausen, der ihm die Leseerlaubnis trotz fehlender Promotion verschaffte, nicht. Er wurde 1738 Prediger in Osterode am Harz, 1744 an der Kreuzkirche und 1755 an der Marktkirche in Hannover. Jacobi wurde 1758 Konsistorialrat, Generalsuperintendent der Generaldiözese Lüneburg-Celle und damit erster Prediger an der Stadtkirche in Celle. 1764 gehörte er zu den Gründern der Celler Landwirtschaftsgesellschaft. 1768 wurde er zusätzlich Dechant des Stiftes Bardowick. Beim 50-jährigen Universitätsjubiläum der Göttinger Universität verlieh ihm diese die Ehrendoktorwürde.
Er heiratete Juliane Marie Münter, Tochter des Osteroder Pfarrers Andreas Hermann Münter (1686–1732). Der Jurist Andreas Ludolf Jacobi ist sein Sohn.

## Werke
- Die christliche Sitten-Lehre: in kurze und leichte Fragen und Antworten gefasset und zu einer feinern und zu einer feinern und christlichen Bildung junger Gemüther eingerichtet. Johann Christoph Richter, Hannover 1772 (Digitalisat)
- Die ersten Lehren der christlichen Religion: nebst einer Anleitung, wie sie der Jugend ohne mühsames Auswendiglernen auf eine leichte, angenehme und erbauliche Arth beyzubringen. Helwingschen Hofbuchhandlung Hannover, 1778 (Digitalisat)
- Johann Friedrich Jacobi, Consistorialraths und General-Superintendentens zu Zelle, Beytrag zu der Pastoral-Theologie oder Regeln und Muster für angehende Geistliche zu einer heilsamen Führung ihres Amtes. Helwingschen Hofbuchhandlung Hannover, 1778 (Digitalisat)
- Katechismus der Christlichen Lehre: Zum Gebrauch in den Evangelischen Kirchen und Schulen der Königl. Braunschw. Lüneburg. Churlande. Im Verlage des Moringischen Waysenhauses, Hannover 1791 (Digitalisat)